# Emperadriu vídua
L'emperadriu vídua (també vídua de l'emperador o emperadriu mare) (en xinès i japonès: 皇太后; pinyin: húangtàihòu; rōmaji: Kōtaigō; pronunciació coreana: Hwang Tae Hu; vietnamita: Hoàng Thái Hậu) és el títol donat a la mare d'un emperador xinès, japonès, coreà o vietnamita.
De tant en tant, es donava aquest títol a una altra dona de la mateixa generació, mentre que a la dona de la generació anterior se li donava a vegades el títol de gran emperadriu vídua. Nombroses emperadrius vídues van ser regents durant el regnat dels emperadors menors d'edat. Moltes dels més prominents emperadrius vídues van estendre el seu control durant llargs períodes després que l'emperador tingués l'edat suficient per governar; això va ser una font d'agitació política d'acord amb la visió tradicional de la història de la Xina.
També es donava el títol d'emperadriu vídua a la vídua d'un emperador de Rússia o d'un emperador del Sacre Imperi Romanogermànic.

## Emperadrius vídues de la Xina
Dinastia Han (漢朝)

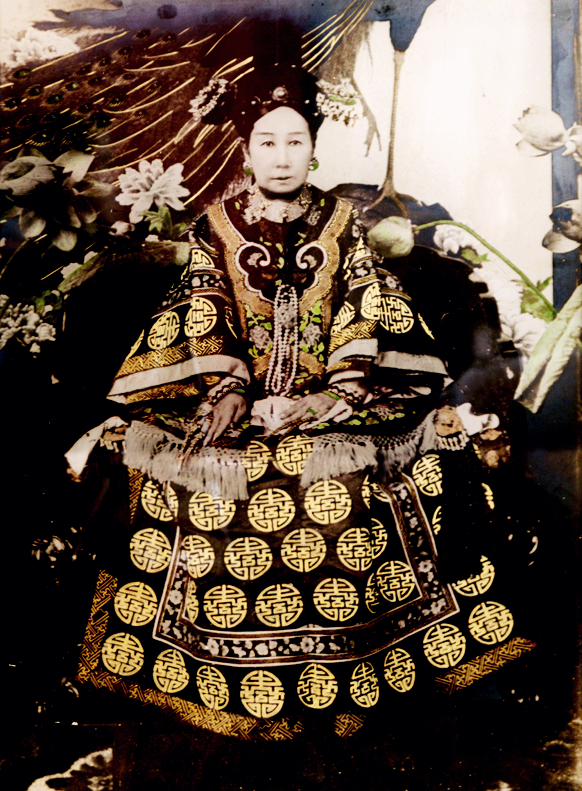
Retrat de l'emperadriu vídua Cixi, (1835-1908)

- Lü Zhi (241-180 aC) (Emperadriu Lü, 呂雉皇后)
- Dou (~205-135 aC) (Emperadriu Xiaowen, 竇皇后)
- Wang Zhengjun (71aC-13) (Emperadriu Xiaoyuan, 孝元皇后)
- Deng Sui (81-121) (Emperadriu Hexi, 和熹皇后)
- Liang Na (116-150) (Emperadriu Shunlie, 順烈皇后)
- He (?-189) (Emperadriu Lingsi, 靈思皇后)

Dinasties Meridionals i Septentrionals (南北朝)
- Feng (442-490) (Emperadriu Wenming, 文明皇后)
- Hu (?-528) (Emperadriu Ling, 靈皇后)

Dinastia Tang (唐朝)
- Wu Zetian (624-705) (Emperadriu Wu, 則天順聖皇后)
- Wei (?-710) (Emperadriu Wei, 韋皇后), nora de Wu Zetian.

Dinastia Song (宋朝)
- Xie Daoqing (1210-1283) (Emperadriu Xie, 謝皇后)

Dinastia Qing (清朝)
- Xiao Zhuang Wen (1613-1688) (Emperadriu Xiaozhuang, 孝莊文皇后)
- Xiaoshengxian (1693-1777) (Emperadriu Xiaoshengxian, 孝聖憲皇后)
- Ci'an (1837-1881) (Emperadriu Xiaozhenxian, 孝貞顯皇后)
- Cixi (1835-1908) (Emperadriu vídua Cixi, 慈禧太后, de facto que va governar durant 40 anys).
- Longyu (1868-1913) (Emperadriu Xiaodingjing, 孝定景皇后), que va abdicar a favor de Pu Yi.

## Emperadrius vídues del Sacre Imperi Romanogermànic
Elionor de Màntua (1630-1686) va ser emperadriu vídua entre 1657 i 1686.
Encara que mai es refereix com una vídua, l'emperadriu Matilde (1102-1167) va ser una controvertida emperadriu del Sacre Imperi Romanogermànic que va continuar sent coneguda com a «emperadriu» molt temps després de la mort del seu marit Enric V.

## Emperadrius vídues de l'Índia
La Reina-emperadriu Victòria va quedar vídua en 1861, abans d'adquirir el títol de reina-emperadriu de l'Índia en 1876. El seu fill, el seu net i el seu besnet, tots van morir abans que les seves esposes, i les seves vídues van ser conegudes com a emperadrius vídues en aquest context en l'Índia: 
- Reina-emperadriu Alexandra (1884-1925), vídua del Rei-emperador Eduard VII (r. 1901-1910).
- Reina-emperadriu Mary (1867-1953), vídua del Rei-emperador Jordi V (r. 1910-1936).
- Reina-emperadriu Elizabeth (1900-2002), vídua del Rei-emperador Jordi VI (r. 1936-1947).[2]

Si Jordi VI, l'últim emperador de l'Índia, hagués mort abans que fos proclamada la independència de l'Índia en 1947, la seva vídua hauria estat reconeguda com l'emperadriu vídua de l'Índia. No obstant això, Jordi VI no va morir fins a 1952, alguns anys després de la independència formal de l'Índia i la renúncia al títol d'emperador de l'Índia pel monarca britànic (que va tenir lloc formalment en 1948).

## Emperadrius vídues del Japó

Estendard de l'emperadriu vídua

En la complexa organització de la Cort Imperial del Japó, el títol d'emperadriu vídua no es delega automàticament a la consort principal d'un emperador que ha mort. El títol de Kōtaigō (皇太后) només pot ser atorgat o concedit per l'emperador que ha accedit al Tron del Crisantem (皇位).
Es va concedir aquest títol Imperial:
- Emperadriu vídua Kōjun (香淳皇太后, Kōjun kōtaigō, 1903-2000), vídua de l'Emperador Shōwa.
- Emperadriu vídua Teimei (貞明皇太后, Teimei kōtaigō, 1884-1951),[3] vídua de l'Emperador Taishō.
- Emperadriu vídua Shōken (昭憲皇太后, Shōken kōtaigō, 1849-1914),[4] vídua de l'Emperador Meiji.
- Emperadriu vídua Eishō (英照皇太后, Eishō kōtaigō, 1834-1898),[5] vídua de l'Emperador Kōmei.
- Emperadriu vídua Yoshikō (欣子皇太后, Yoshikō kōtaigō, 1779-1846),[6] vídua de l'Emperador Kōkaku.

## Emperadrius vídues de Corea
- Reina Hyojeong (1831-1903) (Emperadriu vídua Myeongheon, 명헌왕태후), esposa i vídua de Heonjong de Joseon.

## Emperadrius vídues de Rússia
Les emperadrius vídues de Rússia tenien prioritat sobre l'emperadriu consort. Això era a vegades una font de tensió. Per exemple, quan Pau I va ser assassinat, l'emperadriu vídua Maria Feodorovna (Sofia de Württemberg), que va iniciar aquesta tradició, sovint anava agafada del braç del seu fill, el tsar Alexandre I, en les funcions judicials i cerimònies, mentre que la seva dona, l'emperadriu Elizabeth Alexeievna (Lluïsa de Baden), caminava darrere, el que va provocar el ressentiment per part de la jove emperadriu. El mateix va passar dècades més tard, quan l'emperador Alexandre III va morir i l'emperadriu vídua Maria Feodorovna (Dagmar de Dinamarca) va tenir prioritat sobre l'emperadriu Alexandra Feodorovna (Carlota de Prússia), cosa que va suposar una enorme tensió en la seva relació ja tibant. La lluita pel poder va culminar quan l'emperadriu vídua es va negar a lliurar certes joies tradicionalment associades amb l'emperadriu consort.
Hi ha hagut quatre emperadrius vídua a Rússia:
- Sofia de Württemberg (1759-1828) (Emperadriu Maria Feodorovna, Мари́я Фёдоровна), consort de Pau I de Rússia.
- Lluïsa de Baden (1779-1826) (Emperadriu Elizabeth Alexeievna, Елизавета Алексеевна), consort d'Alexandre I de Rússia.
- Carlota de Prússia (1798-1860) (Emperadriu Alexandra Feodorovna, Алекса́ндра Фёдоровна), consort de Nicolau I de Rússia.
- Dagmar de Dinamarca (1847-1928) (Emperadriu Maria Feodorovna, Мари́я Фёдоровна), consort d'Alexandre III de Rússia.

Emperadriu Elizabeth Alexeievna va ser breument i al mateix temps, juntament amb la seva sogra l'emperadriu vídua Maria Feodorovna, una emperadriu vídua. Per tant, s'oblida sovint com una emperadriu vídua.

## Emperadrius vídues de Vietnam
Dinasties Đinh i Lê anterior

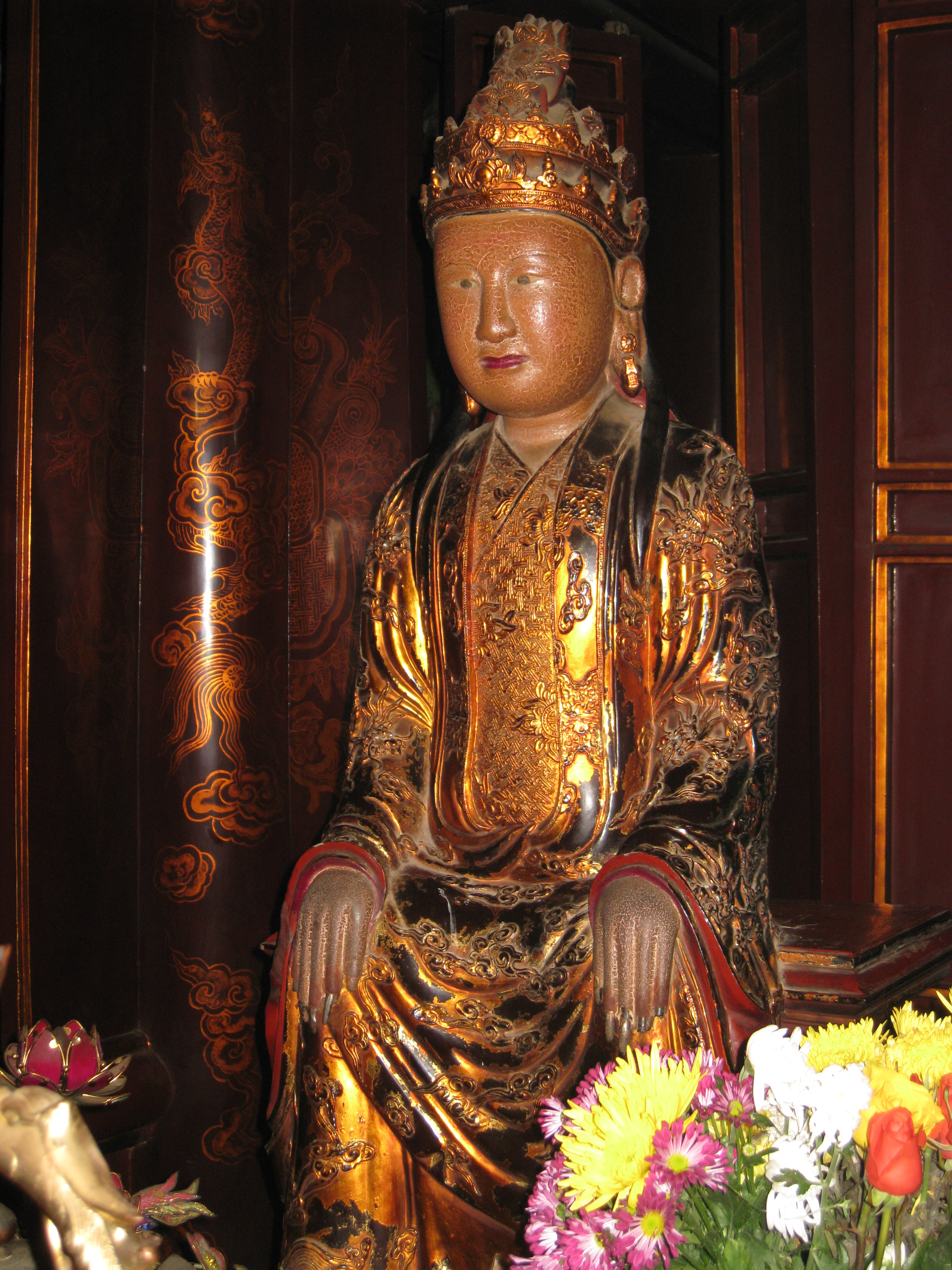
Estàtua de l'emperadriu Dương Vân Nga (952-1000) en el temple de Lê Đại Hành

- Emperadriu Dương Vân Nga (楊氏玉雲) (952-1000): En 979, el seu marit, l'emperador Đinh Bộ Lĩnh, va morir assassinat. Quan el seu fill, el príncep Đinh Phế Đế, va ascendir al tron, es va convertir en emperadriu vídua i va gestionar tots els assumptes polítics. Però més tard va destronar al seu fill, va cedir el tron a Lê Đại Hành i es va casar amb ell, recuperant el títol d'emperadriu consort. Com que va ser emperadriu dues vegades, va ser coneguda com a «Hoàng hậu hai triều» (l'emperadriu de dues dinasties).[7]

Dinastia Lý
- Emperadriu Thượng Dương (上楊皇后) (?-1073): Ella no podia tenir fills i la concubina del seu marit, la senyora Ỷ Lan, va donar a llum a un príncep, anomenat Lý Càn Đức. Després de la mort del seu marit, ella es va convertir en emperadriu vídua i va declarar que seria «buông rèm nhiếp chính» (regent) del nou emperador de set anys, però la mare del nou emperador, la senyora vídua Ỷ Lan, es va oposar i la va matar. Va ser emperadriu vídua durant un any.
- Emperadriu Ỷ Lan (靈仁太后) (~1044-1117): Després de destronar i matar a l'emperadriu vídua Thượng Dương, es va convertir en emperadriu vídua i va mantenir tots els poders polítics.
- Emperadriu Chiêu Linh (?-1200): Va ser la consort de l'emperador Lý Thần Tông. El seu fill va ser nomenat hereu de la corona, però posteriorment va ser nomenat hereu el fill de la concubina del seu marit, la senyora Đỗ Thụy Châu. Després de la mort del seu marit, el fill de Đỗ Thụy Châu va ascendir al tron i es va convertir en coemperadriu vídua.
- Emperadriu Đỗ Thụy Châu: Després que el seu fill va ascendir al tron, va esdevenir la coemperadriu vídua junt amb l'emperadriu vídua Chiêu Linh.
- Emperadriu An Toàn (?-1.226): Va ser famosa pel mal ús de l'autoritat durant el regnat del seu fill, l'emperador Lý Huệ Tông. La seva nora, l'emperadriu Trần Thị Dung, va conspirar junt amb Trần Thủ Độ per enderrocar la dinastia Lý i reemplaçar-la per la dinastia Trần. Trần Thủ Độ va obligar el seu fill a abdicar i ser un monjo en una pagoda. Lý Huệ Tông va fer el que va dir la seva mare i va cedir el tron a la seva filla de sis anys, Lý Chiêu Hoàng, que va ser l'única emperadriu de la història del Vietnam i, per tant, An Toàn es va convertir en gran emperadriu vídua. Però més tard, Trần Thủ Độ va obligar a Lý Chiêu Hoàng a casar-se amb el seu nebot de set anys set anys, Trần Cảnh, i a cedir el tron a Trần Cảnh. En aquest moment, An Toàn va deixar de ser una gran emperadriu vídua.
- Emperadriu Trần Thị Dung (靈慈國母) (?-1259): Es va convertir en emperadriu vídua de la seva filla Lý Chiêu Hoàng, que va ascendir al tron. Però més tard, Lý Chiêu Hoàng va cedir el tron al seu marit Trần Cảnh, i Trần Thị Dung va deixar de ser una emperadriu vídua.

Dinastia Trần
- Emperadriu Tuyên Từ (?-1318): Va ser la concubina i jove cunyada de l'emperador Trần Nhân Tông i la germana menor de l'emperadriu Bảo Thánh. En 1293, l'emperador Trần Nhân Tông va cedir el tron al seu fill, Trần Anh Tông junt amb l'emperadriu Bảo Thánh, i va continuar regnant com a Emperador Retirat. Alguns mesos més tard, la seva germana, la Gran Emperadriu Bảo Thánh, va morir i es va convertir en l'única consort supervivent del Gran Emperador Trần Nhân Tong. En 1308, el Gran Emperador Trần Nhân Tông va morir i es va convertir en emperadriu vídua. En 1314, l'emperador Trần Anh Tông va cedir el tron al seu fill, Trần Minh Tông, i es va convertir en gran emperadriu vídua.

Dinastia Nguyễn
- Duc Tu Cung, va ser la mare de l'últim emperador vietnamita, Bảo Đại.